# Plateforme de glace d'Ayles
Pour les articles homonymes, voir Ayles.

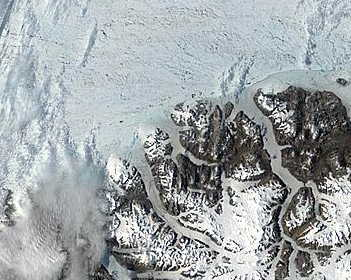

La plateforme de glace d'Ayles était une plateforme de glace de 66 km2 qui s'est détachée de l'île d'Ellesmere en août 2005. Elle est à la dérive dans la mer de Beaufort. C'était l'une des six plus grandes plateformes de glace de l'Arctique Canadien, toutes issues de la fragmentation de la plateforme de glace d'Ellesmere qui existait au début du 20ème siècle. La plateforme d'Ayles fut nommée d'après Adam Ayles, officier de marine britannique ayant servi sous les ordres de George Nares pendant l'expédition britannique arctique de 1875-1876.
Une étude datant de 1986 a montré que 3,6 km3 de cette plaque avait disparu entre 1959 et 1974. La platefrome s'est détachée de la côte le 13 août 2005, formant un iceberg tabulaire, qui a souvent été appelé île de glace, de 37 mètres d'épaisseur sur 14 kilomètres de long par 5 kilomètres de large, son volume est de 2,59 km3. La glace la plus ancienne de cet iceberg est âgée de plus de 3 000 ans. L'iceberg était situé en janvier 2007 par 83° 01,5′ N, 77° 33,5′ O, à peu près à 800 kilomètres au sud du pôle Nord.